# Barrio Suecia
El barrio Suecia es un barrio de la ciudad de Santiago, Chile, perteneciente a la comuna de Providencia, y que tiene como columna vertebral a la calle Suecia desde su intersección con la Avenida Providencia hasta su cruce con la Avenida Andrés Bello, a un costado del río Mapocho.

## Historia
Comenzó como un barrio netamente residencial hasta mediados de los años 1970, cuando se instalaron tiendas de decoración de lujo y oficinas de diseñadores. A mediados de la década de los 80s el barrio se convirtió en el centro de la moda Santiaguina debido a las diferentes tiendas de ropa exclusivas y a la variada actividad en moda que allí se realizaba. A fines de los años 1980 comenzaron a aparecer en el sector varios locales nocturnos, y las tiendas comenzaron a emigrar hacia Alonso de Córdova, en la comuna de Vitacura, lo cual perfilaba la gran actividad que se vendría en los años siguientes. Ya, en los años 1990, el barrio se convirtió en el gran centro de la vida nocturna Santiaguina. Como barrio bohemio fue muy exitoso, llegando a tener más de 60 locales asociados a la vida nocturna, diferenciados en pub, restaurant y discotecas. El Barrio pasó de ser exclusivo a principio de la década de 1990 a gradualmente masificarse socialmente, lo que significó el deterioro del barrio hasta la decadencia debido a la falta de seguridad, donde abundó el tráfico de drogas, la prostitución, e incluso algunos asesinatos, lo que terminó por destruir el prestigio de la vida bohemia que caracterizó al barrio hasta mediados de la década de 2000.  
En el año 2007, la Municipalidad de Providencia aprobó el plan regulador que permitió la construcción en altura libre en Andrés Bello, además de poner restricciones a las patentes de alcohol. Esto llevó a la desaparición paulatina de los locales nocturnos y a que se generaran en el sector varios proyectos de oficinas de alto estándar, atraídos por la conectividad del sector que se vio intensificado con la extensión de la línea 6 del Metro, lo cual llevó a una transformación urbanística del barrio asociado a un barrio de servicios económicos y financiero de Santiago de Chile.